# Giro della Toscana Femminile
Premondiale Giro della Toscana Internazionale Femminile – Memorial Michela Fanini är ett italienskt etapplopp i landsvägscykling för damer som arrangeras i provinsen Toscana sedan 1995. 2014 kortades loppet från fyra etapper (plus en prolog) till två (plus prolog) varvid UCI sänkte kategoriseringen från 2.1 till 2.2. 2022 lades ytterligare en etapp till.
Michela Fanini (1973-1994) var en italiensk tävlingscyklist som vann Giro d'Italia Donne 1994.

## Podieplaceringar
| År       | Vinnare                  | Tvåa                      | Trea                     |          |
| -------- | ------------------------ | ------------------------- | ------------------------ | -------- |
| 1995     | Imelda Chiappa           | Roberta Bonanomi          | Greta Zocca              |          |
| 1995 (2) | Greta Zocca              | Fabiana Luperini          | Imelda Chiappa           |          |
| 1996     | Barbara Heeb             | Diana Rast                | Laura Charameda          |          |
| 1997     | Imelda Chiappa           | Tatiana Stiajkina         | Simona Parente           |          |
| 1998     | Valeria Cappellotto      | Pia Sundstedt             | Lenka Ilavská            |          |
| 1999     | Edita Pučinskaitė        | Fabiana Luperini          | Lucia Pizzolotto         |          |
| 2000     | Zinaida Stahurskaja      | Simona Parente            | Fabiana Luperini         |          |
| 2001     | Nicole Brändli           | Zinaida Stahurskaja       | Rasa Polikevičiūtė       |          |
| 2002     | Susanne Ljungskog        | Zinaida Stahurskaja       | Nicole Brändli           |          |
| 2003     | Susanne Ljungskog        | Dede Barry                | Nicole Brändli           |          |
| 2004     | Trixi Worrack            | Nicole Cooke              | Edita Pučinskaitė        |          |
| 2005     | Susanne Ljungskog        | Swetlana Bubnenkowa       | Mirjam Melchers          |          |
| 2006     | Swetlana Bubnenkowa      | Marianne Vos              | Suzanne de Goede         |          |
| 2007     | Noemi Cantele            | Chantal Beltman           | Judith Arndt             |          |
| 2008     | Judith Arndt             | Trixi Worrack             | Marianne Vos             |          |
| 2009     | Diana Žiliūtė            | Luisa Tamanini            | Charlotte Becker         |          |
| 2010     | Judith Arndt             | Tatjana Antosjina         | Noemi Cantele            |          |
| 2011     | Megan Guarnier           | Claudia Häusler           | Rasa Leleivytė           |          |
| 2012     | Małgorzata Jasińska      | Lauren Hall               | Romy Kasper              |          |
| 2013     | Claudia Häusler          | Tatjana Antosjina         | Francesca Cauz           |          |
| 2014     | Shelley Olds             | Małgorzata Jasińska       | Ewelina Szybiak          |          |
| 2015     | Małgorzata Jasińska      | Valentina Scandolara      | Annemiek van Vleuten     |          |
| 2016     | Ashleigh Moolman-Pasio   | Flávia Oliveira           | Anna Zita Maria Stricker |          |
| 2017     | Ashleigh Moolman-Pasio   | Cecilie Uttrup Ludwig     | Ewelina Szybiak          |          |
| 2018     | Soraya Paladin           | Maria Giulia Confalonieri | Tetyana Riabchenko       |          |
| 2019     | Arlenis Sierra           | Soraya Paladin            | Anastasia Chursina       |          |
| 2020     | inställt                 | inställt                  | inställt                 | inställt |
| 2021     | Arlenis Sierra           | Rasa Leleivytė            | Debora Silvestri         |          |
| 2022     | Agnieszka Skalniak-Sójka | Dominika Włodarczyk       | Olga Shekel              |          |
| 2023     | Alessia Vigilia          | Rasa Leleivytė            | Anastasiya Kolesava      |          |
| 2024     | Margot Vanpachtenbeke    | Rasa Leleivytė            | Olha Kulynych            |          |
| 2025     |                          |                           |                          |          |